# Chiesa di Santa Margherita (Ottana)
La chiesa di Santa Margherita è un edificio religioso situato ad Ottana, centro abitato della Sardegna centrale. Consacrata al culto cattolico, fa parte della parrocchia di San Nicola, diocesi di Nuoro.